# Liste der österreichischen Militärkommandanten (Bundesheer – 2. Republik)
Am 1. Jänner 1963 wurden in Österreich territoriale Militärkommanden eingeführt. Jedes der neun österreichischen Bundesländer stellt einen Befehlsbereich dar. Die neun Militärkommanden werden von Offizieren im Generalsrang (1980–2002: Divisionär; seit 2002 Generalmajor, heute in der Regel ein Brigadier) geführt. Offiziere müssen vor ihrer Beförderung zum Brigadier mindestens drei Jahre lang den Dienstgrad Oberst geführt haben. Die Kommandoführung ist derzeit grundsätzlich auf fünf Jahre beschränkt. Eine Verlängerung des Dienstzeitraumes ist jedoch möglich. Die folgende Auflistung zeigt einen Überblick über ehemalige und aktuelle Militärkommandanten des österreichischen Bundesheeres. Außerdem werden der damalige bzw. derzeitige Dienstgrad und der Dienstzeitraum angeführt.

## Militärkommandanten von Burgenland (Befehlsbereich 1)
- Generalmajor Josef Knotzer 1963–1975
- Oberst Karl Schulmeister 1975–1978
- Divisionär Siegbert Kreuter 1979–1985
- Divisionär Friedrich Dialer –2003
- Brigadier Johann Luif 2003–2017
- Brigadier Gernot Gasser 2017–

## Militärkommandanten von Kärnten (Befehlsbereich 7)
- Brigadier Anton Holzinger 1963–1966
- Brigadier Karl Tollschein 1966–1971
- Brigadier Josef Gerstmann 1971–1973
- Brigadier Julius Grund 1973–1977
- Divisionär Michael Annewanter 1977–1982
- Divisionär Maximilian Liebminger –1997
- Generalmajor Gerd Ebner 1997–2006
- Brigadier Gunther Spath 2006–2012
- Brigadier Walter Gitschthaler 2012–2023
- Brigadier Philipp Eder 2023–

## Militärkommandanten von Niederösterreich (Befehlsbereich 3)
- Brigadier Ignaz Reichel 1963–1968
- Brigadier Franz Zejdlik 1968–1971
- Brigadier Herbert Müller-Elblein 1972–1976
- Divisionär Ernst Maerker 1976–1986
- Divisionär Gerald Propst 1987–1992
- Divisionär Kurt Pirker 1992–1999
- Divisionär Walter Mayer 1999
- Generalmajor Johann Culik 1999–2011
- Brigadier Rudolf Striedinger 2011–2016
- Brigadier Martin Jawurek 2016–2022
- Oberst Michael Lippert (mit der Führung beauftragt) 2022–2024[1]
- Brigadier Georg Härtinger 2024– [2]

## Militärkommandanten von Oberösterreich (Befehlsbereich 4)
- Oberst dG Hubert Obermair 1963–1965
- Generalmajor Friedrich Lawatsch 1965–1978
- Divisionär Karl Schöller 1979–1993
- Divisionär Helmut Kreuzhuber 1993–2001
- Generalmajor Kurt Raffetseder 2001–2019
- Brigadier Dieter Muhr 2019–

## Militärkommandanten von Salzburg (Befehlsbereich 8)
- Oberst Reinhold Mössler 1963–1966
- Oberst dG Ludwig Ehm 1966–1976
- Oberst dG Anton Gasselhuber 1976–1977
- Divisionär Hans Riedl 1977–1982
- Divisionär Engelbert Lagler 1983–1995
- Divisionär Gerfried Barta –1999
- Divisionär Roland Ertl 1999–2002
- Generalmajor Paul Kritsch 2002–2005
- Brigadier Karl Berktold 2005–2011
- Brigadier Heinz Hufler 2011–2018
- Brigadier Anton Waldner 2018–2023
- Brigadier Peter Schinnerl 2023–

## Militärkommandanten von der Steiermark (Befehlsbereich 5)
- Brigadier Hans Pommer –1971
- Oberst dG Alexius Battyan 1971–1980
- Divisionär Hubert Albrecht –1992
- Divisionär Arno Manner 1992–2000
- Generalmajor Heinrich Winkelmayer 2000–2007
- Brigadier Heinz Zöllner 2007–

## Militärkommandanten von Tirol (Befehlsbereich 6)
- Generalmajor Friedrich Brunner 1963–1966
- Brigadier Alfred Neumayr 1966–1975
- Divisionär Winfried Mathis 1976–1983
- Divisionär Erich Seyer 1983–1987
- Korpskommandant Richard Neururer 1987–2001
- Oberst dG August Reiter (in Vertretung) 2001–2002
- Oberst dG Walter Weissenbäck (mit der Führung betraut) 2002
- Brigadier Alexander Trötzmüller (mit der Führung betraut) 2002
- Major dG Jürgen Ortner (in Vertretung) 2002
- Brigadier Herbert Bauer 2002–2003
- Oberst Günter Schranz (in Vertretung) 2003
- Oberst Karl Berktold 2003–2005
- Generalmajor Herbert Bauer 2006–2020
- Brigadier Ingo Gstrein 2020–[3]

## Militärkommandanten von Vorarlberg (Befehlsbereich 9)
- Brigadier Friedrich Brunner 1963
- Oberst Alois Uiberacker 1963–1969
- Oberst Lothar Simma 1969
- Divisionär Friedrich Materna –1984
- Generalmajor Karl Redl –2001
- Brigadier Gottfried Schröckenfuchs 2001–2009
- Oberst Johannes Grißmann (mit der Führung betraut) 2009–2011
- Brigadier Ernst Konzett 2011–2020
- Brigadier Gunther Hessel seit 2020

## Militärkommandanten von Wien (Befehlsbereich 2)
- Oberstleutnant Josef Gerstmann 1963
- Brigadier Anton Fuhrmann –1973
- Divisionär Karl Schrems 1974–1981
- Divisionär Karl Majcen 1982–1990
- Generalmajor Karl Semlitsch 1991–2006
- Brigadier Franz Reißner 2006–2008
- Brigadier Karl Schmidseder 2008–2011
- Brigadier Kurt Wagner 2012–